# 蜂巢苔蘚蟲
蜂巢苔蘚蟲（學名：Ceriocava）是一屬已滅絕的苔蘚蟲，生存於侏羅紀至白堊紀。牠們密集的群體有著圓筒形的叉枝，直徑達5.5公分。枝的表面覆蓋著由個蟲孔眼組成的多邊形蜂窩狀構造，以六邊形最為典型，孔眼有蓋子。牠們在海底形成很矮的群體，以濾食為生。

## 外部連結
- Ceriocava in the Paleobiology Database